# 比表面積
比表面積（ひひょうめんせき、英語：specific surface area）とは、ある物体について単位質量当たりの表面積または単位体積当たりの表面積のことである。界面に関する学問、界面化学やコロイド化学、あるいは触媒化学などで主に使われる指標である。
触媒を用いたガス吸着など、表面の物理的な活性が重要となるものにおいては表面の多さがその活性と直結する。そして質量や体積はその物体を購入するコスト、あるいはその物体が占める空間に関連している。このため比表面積は大きい方が触媒としての機能が優れることになる。しかし、比表面積が大きいことはその物体が系内で不安定であることも意味し、どういった状態を意図するかによってこの指標に対する評価は変わる。

## 概要
ある物体の体積をV 、密度をρ、表面積をS とすると、単位質量あたりの比表面積Smは、
{\displaystyle S_{\mathrm {m} }={\frac {S}{\rho V}}}
であらわされる。単位体積あたりの比表面積Sv は、
{\displaystyle S_{\mathrm {v} }={\frac {S}{V}}}
となる。
式から明らかな通り、無次元量ではなく、Sm は[面積/質量]の、Sv は[長さ−1]の次元を持つ。学問分野や業種によって比表面積という言葉がどちらの単位を指すのかが異なり、注意が必要である。
傾向として、同じ形状の物体であれば、代表長さに反比例し、サイズが小さいほど比表面積は増す。多分子層吸着についてはBETの吸着等温式によって解析する。

## 例: 球体の比表面積
球体の体積V は、直径をD として、
{\displaystyle V={\frac {4}{3}}\pi \left({\frac {D}{2}}\right)^{3}}
であり表面積S は、
{\displaystyle S=4\pi \left({\frac {D}{2}}\right)^{2}}
であるから、球体の比表面積は
{\displaystyle S_{\mathrm {m} }={\frac {6}{\rho D}}}
{\displaystyle S_{\mathrm {v} }={\frac {6}{D}}}
となる。球体については比表面積は直径に反比例する。